# Lomandra fibrata
Lomandra fibrata là một loài thực vật có hoa trong họ Măng tây. Loài này được J.M.Black mô tả khoa học đầu tiên năm 1943.